# Leonid Iwanowitsch Abalkin
Leonid Iwanowitsch Abalkin (russisch Леонид Иванович Абалкин; * 5. Mai 1930 in Moskau; † 2. Mai 2011 ebenda) war ein russischer Ökonom.

## Leben
Er wurde 1966 Leiter des Lehrstuhls für Politische Ökonomie am Plechanow-Institut für Volkswirtschaft in Moskau. 1972 wurde er zum Professor ernannt. 1986 wurde er Direktor des Instituts für Ökonomie der Akademie der Wissenschaften der UdSSR, deren ordentliches Mitglied er 1987 wurde. Kurz vor dem Ende des Kalten Krieges wurde er am 8. Juni 1989 zum Auswärtigen Mitglied der Akademie der Wissenschaften der DDR ernannt. 2004 erhielt er den Kondratjew-Preis der Russischen Akademie der Wissenschaften.
Er tritt seit den 1970er Jahren für grundlegende Reformen des sowjetischen Wirtschaftsmechanismus ein, seit Beginn der Perestroika einer der ökonomischen Berater Gorbatschows, zeitweilig Stellvertreter des Ministerpräsidenten der UdSSR.
Abalkin, der in seiner Freizeit gern Schach spielte, war in den 1980er Jahren Vorsitzender des Schachverbandes der RSFSR. Nach dem Zerfall der Sowjetunion beschäftigte er sich mit der Wiedereröffnung der Schachschulen in verschiedenen Teilen Russlands. Gemeinsam mit Anatoli Karpow leitete er die Kommission für Schach und Bildung des russischen Schachverbandes.
1992 war Abalkin Gründervater der Internationalen Kondratieff-Stiftung.

## Auszeichnungen
- 2000: Verdienstorden für das Vaterland IV Grades[3]
- 2005: Orden der Ehre[4]
- 2010: Verdienstorden für das Vaterland III Grades[5]